# Kovách Aladár (sebész)
Ehrenbergi Kovách Aladár (Pest, 1866. május 24. – Budapest, 1922. március 4.) sebész, mentőorvos.

## Életrajza
Pesten született, ahol apja, Kovách Nándor középiskolai tanár és író volt. Középiskoláit a budai gimnáziumban végezte. 1884-ban lépett az orvosi egyetemre, ahol 1892-ben nyert orvosdoktori oklevelet. 1887-88-ban mint katona szolgált a XVI. katonai kórházban. 1887-ben a budapesti mentőegylet szolgálatába állott; 1889-ben vöröskereszt kórházi orvos lett; 1894-ben a budapesti egyetem I. sebészi tanszékénél mint műtőorvos működött. Tanulmányi utazásokat tett 1891-ben Angliában, Francia- és Németországban, 1892-ben ismét Németországban; ekkor a főváros kiküldetésében a hamburgi nagy kolerajárványt tanulmányozta és ott mint orvos működött. 1895-ben Olasz- és Franciaországban a mentőügyet tette tanulmánya tárgyává. 1891-ben a londoni demográfiai és higiéniai kongresszus és 1895-ben a bordeaux-i nemzetközi mentő kongresszuson mint delegátus működött. 1896-ban a millenniumi országos kiállításon a kiállítási orvosi szolgálat vezető orvosa volt. A budapesti mentőegyesület főorvosa, a koronás arany érdemkereszt tulajdonosa; a bordeaux-i, kölni és bécsi mentőegyesületek tiszteletbeli tagja. Hazánkban a mentőintézmény egyik megalapítója; első volt, aki a mentésnél az orvosi segélynyújtást rendszerbe szedte.
Cikkeket írt a Mentők Lapjába, a Gyógyászatba és Der Samaritaner c. szaklapba.

## Munkái
- Első segély heveny mérgezések eseteiben. 29 ábrával. Bpest, 1889
- Az első segélynyujtás kézikönyve. Uo. 1892 (2. kiadás. Uo. 1893)
- A kolera. Uo. 1892 (ugyanaz németül is, uo. 1892)
- Gyakorlati útmutató mentők használatára. Uo. 1897